# Базош (Румунія)
Базош (рум. Bazoș) — село у повіті Тіміш в Румунії. Адміністративно підпорядковане місту Рекаш.
Село розташоване на відстані 388 км на північний захід від Бухареста, 20 км на схід від Тімішоари.

## Населення
За даними перепису населення 2002 року у селі проживали 943 особи.
Національний склад населення села:
| Національність | Кількість осіб | Відсоток |
| -------------- | -------------- | -------- |
| румуни         | 829            | 87,9%    |
| угорці         | 62             | 6,6%     |
| цигани         | 48             | 5,1%     |

Рідною мовою назвали:
| Мова      | Кількість осіб | Відсоток |
| --------- | -------------- | -------- |
| румунська | 875            | 92,8%    |
| угорська  | 62             | 6,6%     |